# Good Charlotte
 Der er for få eller ingen kildehenvisninger i denne artikel, hvilket er et problem. Du kan hjælpe ved at angive troværdige kilder til de påstande, som fremføres i artiklen.

Good Charlotte er et amerikansk punkband, der blev dannet i 1996 af tvillingebrødrene Benji og Joel Madden.
Bandets første to albums er inspireret af start 1990'ernes pop punk-bands, såsom Green Day og The Offspring, mens deres senere albums er mere inspireret af 1980'ernes synth-pop og punkmusik.

## Historie

### Formation
Joel og Benji var 16 år da de besluttede sig for at de ville danne et band, på trods af at de var helt uden uden musikalsk erfaring. De to brødre lærte at spille guitar hos en venindes storebror Paul Thomas, som også efterhånden blev et medlem af bandet. Ikke længe efter fik de selskab af guitaristen Billy Martin. Og de begyndte at spille nogle små koncerter omkring Washingtonområdet. 

### Første Album og gennembrud
Deres første album Good Charlotte fra 2000 blev ikke nogen succes, men solgte dog nok til at pladeselskabet Epic var villige til at udgive deres andet album The Young and the Hopeless i 2002. Dette album blev en stor succes, ført an af megahittet Lifestyle of the Rich and the Famouse som blev udgivet over hele verdenen. Af andre Singler kan nævnes Girls & Boys og The Anthem

### The Chronicles of Life and Death
Bandets tredje album The Chronicles of Life and Death blev udgivet i 2004. Albummets genre var mere inspireret af pop og mange af sangene indeholdt forskellige klassiske instrumenter, strygere eller synth. Albummet blev en salgsmæssig skuffelse, men opnåede dog at udgive hit singler, såsom I Just Wanna Live og We Believe.

### Good Morning Revival
Det fjerde album Good Morning Revival blev udgivet i 2007. I dette album har bandet næsten fuldstændig forladt deres Pop-punk rødder til fordel for en en mere synth-pop lyd, idet næsten alle sangene er opbygget omkring synthisizer. Før udgivelsen af albummet, har Joel udtalt, at albummet er et nyt friskt pust og han føler sig som han gjorde tilbage i 1996 hvor bandet lavede musik fordi de elskede det. Af singler fra albummet kan nævnes Dance Floor Anthem, The River og Keep Your Hands Off My Girl

### Cardiology
Albummet Cardiology blev udgivet i oktober 2010. Bandet har udtalt, at de med dette album ønskede at vende tilbage til deres oprindelige pop-punk-genre.

## Diskografi
Studiealbum
- 2000: Good Charlotte
- 2002: The Young and the Hopeless
- 2004: The Chronicles of Life and Death
- 2007: Good Morning Revival
- 2010: Cardiology
- 2016: Youth Authority
- 2018: Generation Rx

## Medlemmer
- Joel Madden (vokal) (1996-nu)
- Benji Madden (guitar og vokal) (1996-nu)
- Billy Martin (guitar) (1998-nu)
- Paul Thomas (bass) (1996-nu)
- Dean Butterworth (trommer) (2005-nu)

### Tidligere medlemmer
- Aaron Escolopio (trommer) (1996-2001)
- Chris Wilson (trommer) (2002-2005)